# 德懷爾 (密西西比州)
德懷爾（英語：Dwyer）是位於美國密西西比州森弗勞爾縣的非建制地區。

## 歷史
德懷爾的郵局於1908年設立，其後於1921年停運。

## 地理
德懷爾所處的海拔為高於海平面37米（即121英呎），而該地所採用的時區為UTC-6，即北美中部時區（CST）。同時該地設有夏令時間，為UTC-6調快一小時，即UTC-5（CDT）。